# Крайні Шешмари
Крайні Шешма́ри (рос. Крайние Шешмары, марій. Тӱр Шошмарий) — присілок у складі Гірськомарійського району Марій Ел, Росія. Входить до складу Мікряковського сільського поселення.

## Населення
Населення — 163 особи (2010; 178 у 2002).
Національний склад (станом на 2002 рік):
- гірські марійці — 97 %